# Charles-François d'Anglure de Bourlemont
Charles-François d'Anglure de Bourlemont, né le 8 mai 1605 à Bourlémont, mort à Toulouse le 25 novembre 1669, est un prélat français.

## Biographie
Charles-François d'Anglure de Bourlemont est le fils de Claude, marquis de Sy, comte de Bourlemont et prince d'Amblise dans le Hainaut, et d'Angélique d'Ajacet de Aquaviva, et est le frère de Louis, conseiller d'État. Son neveu François fut nommé évêque de Pamiers le 4 juillet 1681, mais ne put obtenir ses bulles et renonça au mois de novembre 1685 (affaire de la régale).
Charles-François, qui est le filleul du duc Charles IV de Lorraine, fait ses premières études en philosophie du moins à Pont-à-Mousson, puis il obtient un doctorat in utroque jure d'une université inconnue. Du fait des relations familiales de sa mère avec le pape Urbain VIII, il complète ses études afin de pouvoir postuler à une carrière ecclésiastique avec l'appui de la curie romaine. Par le patronage des Barberini, il devient primicier de la cathédrale de Metz en 1630 mais le pape ne réussit pas à l'imposer comme évêque de Toul à Louis XIII et Richelieu. Son frère Louis, commence également une carrière ecclésiastique à Rome où il est un auditeur de la Rote romaine et chargé d'affaires françaises. Il devient évêque de Fréjus et plus tard archevêque de Bordeaux. Charles-François se lie à Mazarin un autre protégé des Barberini et entre au service de la France. Il devient aumônier royal en 1639. Prêtre depuis plusieurs années, il obtient en commende l'abbaye Saint-Pierre-aux-Monts et l'abbaye Sainte-Trinité de Belchamp dans le diocèse de Toul avant d'accéder à l'épiscopat.         
Nommé évêque d'Aire en 1649, il fut sacré à Paris le 25 mars 1650 par Gaspard de Daillon du Lude, évêque d'Albi. Il fut transféré à Castres le 20 juin 1657 et reçut la commende de l'abbaye de la Crête (1659-1669). Puis il fut transféré à l'archevêché de Toulouse au mois de juillet 1662. Il obtint ses bulles le 15 septembre 1664.
Au début de novembre 1667, en compagnie des évêques de Comminges, de Lectoure et de Saint-Papoul, il bénit dans une chapelle élevée sur la prairie des Sept-Deniers, la première pierre du canal du Midi.
Après la disgrâce du surintendant Fouquet, et l'exil de son frère l'archevêque de Narbonne François Fouquet, Charles-François d'Anglure de Bourlemont prit la première place aux États de Languedoc.
Il fut inhumé près du grand autel de la cathédrale Saint-Étienne de Toulouse.

### Source
- (en) Catholic-hierarcht.org :Archbishop Charles-François d’Anglure de Bourlémont